# 8. Biathlon-Weltcup 2022/23 (Östersund)
Der 8. Weltcup der Biathlon-Saison 2022/23 fand im schwedischen Östersund in der Jämtlands län statt. Die Wettkämpfe im skidstadion, dem Veranstaltungsort dreier Biathlon-Weltmeisterschaften, wurden vom 6. bis 12. März 2023 ausgetragen.

## Wettkampfprogramm
| Datum        | Männer    | Männer                | Frauen    | Frauen              |
| ------------ | --------- | --------------------- | --------- | ------------------- |
| Do, 09.03.23 | 16:20 Uhr | Einzel (20 km)        | 13:15 Uhr | Einzel (15 km)      |
| Sa, 11.03.23 | 16:30 Uhr | Staffel (4 • 7,5 km)  | 14:00 Uhr | Staffel (4 • 6 km)  |
| So, 12.03.23 | 16:00 Uhr | Massenstart (12,5 km) | 13:00 Uhr | Massenstart (15 km) |

## Teilnehmende Nationen und Athleten
| Nation               | Anzahl               | Athlet                                                                                                | Athletin |
| Europa (21 Nationen) | Europa (21 Nationen) | Europa (21 Nationen)                                                                                  | Europa (21 Nationen) |
| -------------------- | -------------------- | --- | --- |
| Belgien              | (4)+2                | César Beauvais, Florent Claude, Thierry Langer, Marek Mackels (nur Staffel)                           | Rieke de Maeyer, Lotte Lie |
| Bulgarien            | 2+3                  | Wladimir Iliew, Anton Sinapow                                                                         | Daniela Kadewa, Marija Sdrawkowa, Milena Todorowa                                                                              |
| Deutschland          | 6+6                  | Benedikt Doll, Johannes Kühn, Philipp Nawrath, Roman Rees, Justus Strelow, David Zobel                | Denise Herrmann-Wick, Janina Hettich-Walz, Hanna Kebinger, Sophia Schneider, Vanessa Voigt, Anna Weidel                        |
| Estland              | 4+4                  | Marten Aolaid, Robert Heldna, Raido Ränkel, Jüri Uha                                                  | Susan Külm, Regina Ermits, Johanna Talihärm, Tuuli Tomingas                                                                    |
| Finnland             | 5+4                  | Tuomas Harjula, Olli Hiidensalo, Otto Invenius, Jonni Mukkala, Joni Mustonen                          | Erika Jänkä, Nastassja Kinnunen, Heidi Kuuttinen, Suvi Minkkinen                                                               |
| Frankreich           | 4+6                  | Fabien Claude, Antonin Guigonnat, Oscar Lombardot, Éric Perrot                                        | Sophie Chauveau, Chloé Chevalier, Anaïs Chevalier-Bouchet, Caroline Colombo, Lou Jeanmonnot, Julia Simon                       |
| Griechenland         | 1                    | Apostolos Angelis                                                                                     | |
| Italien              | 5+5                  | Didier Bionaz, Patrick Braunhofer, Daniele Cappellari, Tommaso Giacomel, Elia Zeni                    | Hannah Auchentaller, Samuela Comola, Rebecca Passler, Lisa Vittozzi, Dorothea Wierer                                           |
| Lettland             | (4)+2                | Gints Lūsis (nur Staffel), Edgars Mise, Aleksandrs Patrijuks, Andrejs Rastorgujevs                    | Baiba Bendika, Annija Sabule                                                                                                   |
| Litauen              | 4+2                  | Karol Dombrovski, Maksim Fomin, Tomas Kaukėnas, Vytautas Strolia                                      | Gabrielė Leščinskaitė, Natalija Kočergina                                                                                      |
| Moldau               | (4)+2                | Pawel Magasejew, Maxim Makarow (nur Staffel), Andrei Ussow (nur Staffel), Michail Ussow               | Alla Ghilenko, Alina Stremous                                                                                                  |
| Norwegen             | 5+6                  | Aleksander Fjeld Andersen, Vetle Sjåstad Christiansen, Johannes Dale, Endre Strømsheim, Vebjørn Sørum | Juni Arnekleiv, Ragnhild Femsteinevik, Karoline Offigstad Knotten, Ida Lien, Marte Olsbu Røiseland, Ingrid Landmark Tandrevold |
| Österreich           | 5+5                  | Simon Eder, Patrick Jakob, David Komatz, Harald Lemmerer, Dominic Unterweger                          | Anna Gandler, Lisa Hauser, Anna Juppe, Tamara Steiner, Dunja Zdouc                                                             |
| Polen                | (4)+4                | Tomasz Jakieła, Andrzej Nędza-Kubiniec, Przemysław Pancerz (nur Staffel), Woicjech Skorusa            | Joanna Jakieła, Anna Mąka, Natalia Sidorowicz, Kamila Żuk                                                                      |
| Rumänien             | (4)+2                | George Buta, George Colțea (nur Staffel), Raul Flore, Dmitri Schamajew                                | Anastassija Tolmatschowa, Jelena Tschirkowa                                                                                    |
| Schweden             | 6+6                  | Oskar Brandt, Viktor Brandt, Peppe Femling, Jesper Nelin, Martin Ponsiluoma, Malte Stefansson         | Mona Brorsson, Ella Halvarsson, Anna Magnusson, Elvira Öberg, Hanna Öberg, Linn Persson                                        |
| Schweiz              | 4+5                  | Dajan Danuser (nur Staffel), Niklas Hartweg, Sebastian Stalder, Serafin Wiestner                      | Amy Baserga, Aita Gasparin, Elisa Gasparin, Lena Häcki-Groß, Lydia Hiernickel                                                  |
| Slowakei             | 1+4                  | Michal Šíma                                                                                           | Paulína Bátovská Fialková, Ivona Fialková, Mária Remeňová, Zuzana Remeňová                                                     |
| Slowenien            | 4+2                  | Alex Cisar, Miha Dovžan, Rok Tršan, Anton Vidmar                                                      | Polona Klemenčič, Anamarija Lampič                                                                                             |
| Tschechien           | 5+5                  | Michal Krčmář, Jonáš Mareček, Tomáš Mikyska, Jakub Štvrtecký, Adam Václavík                           | Lucie Charvátová, Markéta Davidová, Jessica Jislová, Tereza Vinklárková, Tereza Voborníková                                    |
| Ukraine              | 5+5                  | Anton Dudtschenko, Denys Nassyko, Artem Pryma, Artem Tyschtschenko, Bohdan Zymbal                     | Olena Bilossjuk, Darija Blaschko, Julija Dschyma, Ljubow Kypiatschenkowa, Anastassija Merkuschyna                              |
| Amerika (2 Nationen) |                      | | |
| Kanada               | 4+4                  | Christian Gow, Trevor Kiers, Logan Pletz, Adam Runnalls                                               | Emily Dickson, Emma Lunder, Nadia Moser, Benita Peiffer                                                                        |
| Vereinigte Staaten   | 4+4                  | Vincent Bonacci, Jake Brown, Václav Červenka, Sean Doherty                                            | Kelsey Dickinson, Deedra Irwin, Chloe Levins, Joanne Reid                                                                      |
| Asien (4 Nationen)   |                      | | |
| Japan                | (4)+3                | Shohei Kodama (nur Staffel), Keita Nagaoka, Kiyomasa Ojima, Mikito Tachizaki                          | Hikaru Fukuda, Aoi Sato, Fuyuko Tachizaki                                                                                      |
| Kasachstan           | (4)+2                | Kirill Bauer, Ässet Düissenow, Wladislaw Kirejew (nur Staffel), Alexander Muchin                      | Ljudmila Achatowa, Anastassija Kondratjewa                                                                                     |
| Südkorea             | 2+2                  | Choi Du-jin, Timofei Lapschin                                                                         | Jekaterina Awwakumowa, Ko Eun-jung                                                                                             |
| Volksrepublik China  | 2+2                  | Guoqiang Ma, Yan Xingyuan                                                                             | Chu Yuanmeng, Wen Ying |
| Ozeanien (1 Nation)  |                      | | |
| Australien           | 1                    | | Darcie Morton |

## Ausgangslage
Die Führenden des Gesamtweltcups waren weiterhin Johannes Thingnes Bø und Julia Simon, wobei Bø sich die große Kristallkugel durch das Nichtantreten Sturla Holm Lægreids (siehe unten) schon gesichert hatte.

In den deutschsprachigen Teams gab es nur wenige Änderungen: Lydia Hiernickel übernahm den vakanten Startplatz von Lea Meier, Patrick Jakob und Dominic Unterweger waren bei den Österreichern zurück im Team.

Große Änderungen gab es, mit Ausnahme von Deutschland, in den namhaften Nationen: bei den Schweden fielen Sebastian Samuelsson, Stina Nilsson und Emil Nykvist gesundheitsbedingt aus, sie wurden durch Oskar und Viktor Brandt sowie Ella Halvarsson ersetzt. In der französischen Mannschaft fehlte aufgrund eines positiven Covidtests nun auch Quentin Fillon Maillet, für Ersatz konnte aufgrund der Kürze der Zeit nicht gesorgt werden. Die meisten Ausfälle hatte allerdings das norwegische Team zu verkraften: Tarjei und Johannes Thingnes Bø kurierten sich nach positiven Tests aus und planten ursprünglich, am Massenstart wieder teilzunehmen, beide sagten diesen vor Beginn des Rennens aber ab. Da Sturla Holm Lægreid aus demselben Grund ebenfalls das Einzel nicht bestritt, konnte er die Lücke zu Bø in der Gesamtwertung rein rechnerisch nicht mehr aufholen. Da auch der eigentlich zum Einsatz gekommene Filip Fjeld Andersen seine Saison beendet hatte, verstärkten dessen Bruder Aleksander sowie Vebjørn Sørum die Mannschaft in Östersund.

## Ergebnisse
| 8. Weltcup in Östersund, 6. bis 12. März 2023 | 8. Weltcup in Östersund, 6. bis 12. März 2023 | 8. Weltcup in Östersund, 6. bis 12. März 2023                                    | 8. Weltcup in Östersund, 6. bis 12. März 2023                                     | 8. Weltcup in Östersund, 6. bis 12. März 2023                                    |
| --------------------------------------------- | --------------------------------------------- | -------------------------------------------------------------------------------- | --------------------------------------------------------------------------------- | -------------------------------------------------------------------------------- |
| Datum                                         | Disziplin                                     | Erster Platz                                                                     | Zweiter Platz                                                                     | Dritter Platz                                                                    |
| 9. März 2023 (Do.)                            | Einzel (15 km)                                | Benedikt Doll                                                                    | Tommaso Giacomel                                                                  | Vetle Sjåstad Christiansen                                                       |
| 9. März 2023 (Do.)                            | Einzel (20 km)                                | Dorothea Wierer                                                                  | Lisa Vittozzi                                                                     | Denise Herrmann-Wick                                                             |
| 11. März 2023 (Fr.)                           | Staffel (4 • 6 km)                            | NorwegenJuni Arnekleiv Ida Lien Ingrid Landmark Tandrevold Marte Olsbu Røiseland | FrankreichLou Jeanmonnot Chloé Chevalier Caroline Colombo Anaïs Chevalier-Bouchet | DeutschlandJanina Hettich-Walz Hanna Kebinger Vanessa Voigt Denise Herrmann-Wick |
| 11. März 2023 (Fr.)                           | Staffel (4 • 7,5 km)                          | NorwegenEndre Strømsheim Vebjørn Sørum Johannes Dale Vetle Sjåstad Christiansen  | FrankreichOscar Lombardot Antonin Guigonnat Éric Perrot Fabien Claude             | DeutschlandRoman Rees Johannes Kühn Philipp Nawrath Benedikt Doll                |
| 12. März 2023 (So.)                           | Massenstart (12,5 km)                         | Dorothea Wierer                                                                  | Lou Jeanmonnot                                                                    | Julia Simon                                                                      |
| 12. März 2023 (So.)                           | Massenstart (15 km)                           | Vetle Sjåstad Christiansen                                                       | Johannes Dale                                                                     | Éric Perrot (Biathlet)                                                           |

## Verlauf

### Einzel

#### Frauen
Start: Donnerstag, 9. März 2023, 13:15 Uhr
| Platz | Sportler                   | Zeit        | Schießfehler |
| ----- | -------------------------- | ----------- | ------------ |
| 1     | Dorothea Wierer            | 41:19,6 min | 0+0+0+0      |
| 2     | Lisa Vittozzi              | +25,5       | 0+0+0+0      |
| 3     | Denise Herrmann-Wick       | +1:38,8     | 1+0+0+0      |
| 4     | Julia Simon                | +1:49,5     | 0+2+0+0      |
| 5     | Emma Lunder                | +2:11,0     | 0+0+0+0      |
| 6     | Vanessa Voigt              | +2:19,2     | 0+1+0+0      |
| 7     | Ingrid Landmark Tandrevold | +2:23,0     | 0+0+0+2      |
| 8     | Chloé Chevalier            | +2:24,6     | 1+1+0+0      |
| 9     | Karoline Offigstad Knotten | +2:36,5     | 0+0+0+0      |
| 10    | Polona Klemenčič           | +2:53,5     | 1+0+1+0      |
| 11    | Hanna Kebinger             | +2:54,5     | 1+0+0+1      |
| 0     |                            |             |              |
| 17    | Hannah Auchentaller        | +3:22,6     | 1+0+0+0      |
| 18    | Dunja Zdouc                | +3:25,6     | 0+0+0+0      |
| 19    | Amy Baserga                | +3:28,8     | 0+0+1+1      |
| 21    | Tamara Steiner             | +3:34,6     | 0+0+0+1      |
| 22    | Lena Häcki-Groß            | +3:36,1     | 0+0+2+0      |
| 24    | Janina Hettich-Walz        | +3:43,4     | 0+0+0+2      |
| 29    | Rebecca Passler            | +4:21,0     | 1+1+1+0      |
| 34    | Aita Gasparin              | +5:00,0     | 1+1+0+1      |
| 36    | Anna Juppe                 | +5:01,3     | 1+0+1+1      |
| 39    | Samuela Comola             | +5:07,2     | 0+1+1+1      |
| 43    | Anna Weidel                | +5:15,0     | 0+0+1+1      |
| 44    | Lotte Lie                  | +5:19,2     | 2+0+0+0      |
| 46    | Lisa Hauser                | +5:28,0     | 2+1+1+1      |
| 58    | Elisa Gasparin             | +6:06,2     | 2+0+0+1      |
| 59    | Anna Gandler               | +6:08,0     | 1+2+1+0      |
| 78    | Rieke de Maeyer            | +9:55,0     | 1+0+0+1      |
| 86    | Lydia Hiernickel           | +11:39,0    | 3+2+2+2      |
| DNS   | Sophia Schneider           |             |              |

Gemeldet: 98 
 Nicht am Start: 5
Mit der schnellsten Schlussrunde aller Athleten und 20 Treffern gewann Dorothea Wierer ihr zweites Rennen der Saison sowie den sechsten Einzelbewerb ihrer Karriere. Ebenfalls ohne Fehlschuss wurde Lisa Vittozzi Zweite und gewann damit die kleine Kristallkugel, Denise Herrmann-Wick komplettierte wie in der Vorsaison das Podest. Da Elvira Öberg weiterhin nicht in Form war und nur 20. wurde, überholten die Italienerinnen die Schwedin auch in der Weltrangliste. Wie auch im Herrenfeld (siehe unten) gab es einige Überraschungen, so lief Emma Lunder ohne Schießfehler auf den fünften Rang, Karoline Knotten traf ebenfalls alles, stürzte aber in der letzten Runde und verlor so einige Positionen. Polona Klemenčič, Juni Arnekleiv (14.), Tuuli Tomingas (15.), Hannah Auchentaller, Dunja Zdouc, Amy Baserga und Tamara Steiner erzielten ein Karrierebestergebnis oder platzierten sich sehr gut. Erste Weltcuppunkte in diesem Winter gab es für Ivona Fialková, Ella Halvarsson lief bei ihrem Debütrennen gleich auf den 33. Platz. Alle zwanzig Scheiben trafen neben den genannten noch Dunja Zdouc und Olena Bilossjuk.

#### Männer
Start: Donnerstag, 9. März 2023, 16:20 Uhr
| Platz | Sportler                   | Zeit    | Schießfehler |
| ----- | -------------------------- | ------- | ------------ |
| 1     | Benedikt Doll              | 48:43,4 | 0+0+0+0      |
| 2     | Tommaso Giacomel           | +1:09,1 | 0+1+0+0      |
| 3     | Vetle Sjåstad Christiansen | +1:11,5 | 0+1+0+0      |
| 4     | Philipp Nawrath            | +1:51,4 | 1+0+0+1      |
| 5     | Roman Rees                 | +2:02,1 | 0+0+0+1      |
| 6     | Éric Perrot                | +2:07,8 | 1+0+0+0      |
| 7     | Sebastian Stalder          | +2:23,1 | 1+0+0+0      |
| 8     | Martin Ponsiluoma          | +2:28,9 | 1+0+1+0      |
| 9     | Simon Eder                 | +2:32,0 | 0+0+0+1      |
| 10    | Aleksander Fjeld Andersen  | +2:33,8 | 0+1+0+0      |
| 0     |                            |         |              |
| 17    | Didier Bionaz              | +3:38,8 | 0+1+0+1      |
| 18    | Johannes Kühn              | +3:39,3 | 0+1+0+2      |
| 19    | Patrick Braunhofer         | +3:48,3 | 0+0+1+0      |
| 26    | Niklas Hartweg             | +4:24,8 | 1+0+0+0      |
| 27    | David Komatz               | +4:27,8 | 0+2+0+0      |
| 28    | Justus Strelow             | +4:45,2 | 0+1+0+2      |
| 35    | Thierry Langer             | +5:10,5 | 1+1+0+1      |
| 40    | Elia Zeni                  | +5:28,6 | 2+0+0+0      |
| 42    | David Zobel                | +5:30,1 | 1+1+1+2      |
| 49    | Dominic Unterweger         | +5:51,7 | 0+1+1+1      |
| 53    | Harald Lemmerer            | +6:21,3 | 0+1+0+2      |
| 66    | Serafin Wiestner           | +8:23,8 | 1+2+0+2      |
| 67    | César Beauvais             | +8:27,5 | 0+1+1+1      |
| DNS   | Daniele Cappellari         |         |              |
| DNS   | Patrick Jakob              |         |              |

Gemeldet: 97 
 Nicht am Start: 6
Da vier Athleten der Weltspitze fehlten, gab es erstmals seit Saisonbeginn keinen skandinavischen Sieger. Benedikt Doll traf zum ersten Mal in seiner Karriere alle zwanzig Scheiben eines Einzelbewerbs und gewann den Wettkampf überlegen. Dahinter lief Tommaso Giacomel zum ersten Mal auf ein Individualpodest, welches Vetle Sjåstad Christiansen komplettierte. Keinen guten Tag erlebte der erste Verfolger Christiansens in der Einzelwertung, Niklas Hartweg, womit es dem Norweger recht sicher war, die Kristallkugel zu gewinnen. Außerdem überholte Giacomel Hartweg in der Weltrangliste und errang damit das blaue Trikot für den besten U-25-Athleten. Unter den besten Zehn des Rennens befanden sich durchaus überraschende Namen, so raste Philipp Nawrath mit der mit Abstand besten Laufzeit des gesamten Feldes auf den vierten Platz und egalisierte damit seine Karrierebestleistung, auch Éric Perrot und Sebastian Stalder waren in einem Weltcuprennen noch nie vorher so gut platziert. Athleten wie Aleksander Fjeld Andersen, der seinen Einsatz im Weltcup sofort rechtfertigte, Anton Dudtschenko (12.), Sean Doherty (14.), Didier Bionaz (17.), Patrick Braunhofer (19.), Malte Stefansson (24.), Denys Nassyko (25.) oder Jonáš Mareček (32.) warteten teils mit persönlichen Bestleistungen, teils mit unerwartet guten Resultaten auf, der Italiener Elia Zeni ergatterte als 40. seinen ersten Weltcuppunkt.

### Staffel

#### Frauen
Start: Samstag, 11. März 2023, 14:00 Uhr
| Platz | Land        | Sportler                                                                 | Zeit        | Strafrunden + Nachlader         |
| ----- | ----------- | ------------------------------------------------------------------------ | ----------- | ------------------------------- |
| 1     | Norwegen    | Juni Arnekleiv Ida Lien Ingrid Landmark Tandrevold Marte Olsbu Røiseland | 1:08:00,7 h | 0+0 0+2 0+0 0+1 0+0 0+0 0+1 0+0 |
| 2     | Frankreich  | Lou Jeanmonnot Chloé Chevalier Caroline Colombo Anaïs Chevalier-Bouchet  | +15,2       | 0+1 0+0 0+1 0+1 0+0 0+2 0+2 0+0 |
| 3     | Deutschland | Janina Hettich-Walz Hanna Kebinger Vanessa Voigt Denise Herrmann-Wick    | +27,2       | 0+0 0+2 0+0 0+0 0+3 0+2         |
| 4     | Italien     | Rebecca Passler Dorothea Wierer Samuela Comola Lisa Vittozzi             | +49,0       | 0+0 0+0 0+0 0+2 0+2 0+1 0+1 0+1 |
| 5     | Schweden    | Linn Persson Anna Magnusson Elvira Öberg Hanna Öberg                     | +1:10,9     | 0+1 0+2 0+3 0+2 0+1 0+0 0+0 0+1 |
| 6     | Österreich  | Dunja Zdouc Anna Juppe Tamara Steiner Anna Gandler                       | +1:53,8     | 0+0 0+0 0+1 0+0 0+1 0+1 0+0 0+0 |
| 7     | Tschechien  | Jessica Jislová Tereza Voborníková Markéta Davidová Lucie Charvátová     | +1:54,2     | 0+1 0+0 0+2 0+1 0+1 0+2 0+2 0+1 |
| 8     | Schweiz     | Elisa Gasparin Lena Häcki-Groß Aita Gasparin Amy Baserga                 | +2:41,8     | 0+0 0+2 0+3 0+2 0+1 0+2 0+0 0+0 |
| 9     | Ukraine     | Julija Dschyma Olena Bilossjuk Darija Blaschko Anastassija Merkuschyna   | +3:12,9     | 0+0 0+0 0+0 0+1 0+0 0+2 0+0 0+1 |
| 10    | Kanada      | Emma Lunder Nadia Moser Benita Peiffer Emily Dickson                     | +4:27,4     | 0+0 0+2 0+1 1+3 0+0 0+2 0+1 0+0 |

Gemeldet und am Start: 15 Staffeln 
 Überrundet:  Slowakei
Der letzte Damenstaffelbewerb der Saison hatte wegen der gleichzeitig stattfindenden Juniorenweltmeisterschaften das kleinste Teilnehmerfeld des Winters zu bieten. Die Norwegerinnen gewannen nach Ruhpolding auch das Rennen in Östersund, dahinter klassierten sich Frankreich und Deutschland. Der Wettkampf war von vielen Führungswechseln geprägt, sodass im Verlauf auch Italien, Österreich und Kanada an der Spitze lagen. Eher enttäuschend verlief das Rennen für die Schweizer Mannschaft, die sich vom schlechten Start Elisa Gasparins und dem zwischenzeitlich letzten Platz nicht wirklich erholen konnten.

#### Männer
Start: Samstag, 11. März 2023, 16:30 Uhr
| Platz | Land        | Sportler                                                                | Zeit        | Strafrunden + Nachlader         |
| ----- | ----------- | ----------------------------------------------------------------------- | ----------- | ------------------------------- |
| 1     | Norwegen    | Endre Strømsheim Vebjørn Sørum Johannes Dale Vetle Sjåstad Christiansen | 1:09:12,4 h | 0+1 0+1 0+1 0+0 0+2 0+1 0+1 0+0 |
| 2     | Frankreich  | Oscar Lombardot Antonin Guigonnat Éric Perrot Fabien Claude             | +22,5       | 0+0 0+3 0+0 0+2 0+0 0+0 0+0 1+3 |
| 3     | Deutschland | Roman Rees Johannes Kühn Philipp Nawrath Benedikt Doll                  | +37,4       | 0+0 0+0 0+3 1+3 0+0 0+2 0+0 0+2 |
| 4     | Schweden    | Jesper Nelin Malte Stefansson Martin Ponsiluoma Peppe Femling           | +59,8       | 0+0 0+2 0+2 0+2 0+0 0+0 0+1 0+3 |
| 5     | Ukraine     | Artem Tyschtschenko Artem Pryma Denys Nassyko Anton Dudtschenko         | +1:17,2     | 0+0 0+1 0+0 0+1 0+0 0+0 0+2 0+0 |
| 6     | Österreich  | Dominic Unterweger Simon Eder David Komatz Patrick Jakob                | +1:34,2     | 0+2 0+2 0+3 0+0 0+0 0+0 0+1 0+2 |
| 7     | Schweiz     | Sebastian Stalder Niklas Hartweg Serafin Wiestner Dajan Danuser         | +1:55,6     | 0+1 0+0 0+0 0+0 0+1 0+1 0+3 2+3 |
| 8     | Italien     | Daniele Cappellari Didier Bionaz Patrick Braunhofer Tommaso Giacomel    | +2:07,3     | 0+0 0+0 0+1 0+2 0+0 0+2 0+1 2+3 |
| 9     | Kanada      | Christian Gow Adam Runnalls Trevor Kiers Logan Pletz                    | +2:12,5     | 0+0 0+1 0+0 0+3 0+2 0+3 0+3 0+0 |
| 10    | Slowenien   | Miha Dovžan Rok Tršan Toni Vidmar Alex Cisar                            | +2:57,7     | 0+3 0+0 0+0 0+0 0+3 0+0 0+0 0+2 |
| 0     |             |                                                                         |             |                                 |
| 15    | Belgien     | Thierry Langer César Beauvais Florent Claude Marek Mackels              | +4:41,8     | 0+3 0+1 0+0 0+2 0+0 0+0 1+3 0+2 |

Gemeldet und am Start: 22 Staffeln 
 Überrundet: 2
Trotz „ersatzgeschwächter“ Mannschaft siegten die Norweger auch im finalen Weltcuprennen der Saison vor Frankreich und Deutschland, die beide eine Strafrunde aufwiesen. Auch dieser Wettkampf war im Verlauf extrem knapp, so war Kanada bis zur Rennhälfte unter den besten drei Nationen, auch Italien hielt sich dank eines sehr starken Auftretens von Daniele Cappellari lange Zeit im Spitzenfeld. Die Schweizer waren sogar bis zum letzten Wechsel auf Podestkurs, fielen aber mit Dajan Danuser, der immerhin die drittschnellste Kurszeit anbot, erwartungsgemäß zurück. Auch Peppe Femling vergab beim letzten Schießen den Podestplatz, Ukraine und Österreich erzielten ein sehr gutes Ergebnis. Die belgische Staffel präsentierte sich ebenfalls stark und erreichte das beste Resultat seit dem 14. Platz von Canmore im Februar 2019, wobei sie damals sogar überrundet wurden.

### Massenstart

#### Frauen
Start: Sonntag, 12. März 2023, 13:00 Uhr
| Platz | Sportler                   | Zeit        | Schießfehler |
| ----- | -------------------------- | ----------- | ------------ |
| 1     | Dorothea Wierer            | 31:58,5 min | 0+0+0+0      |
| 2     | Lou Jeanmonnot             | +6,3        | 0+0+0+0      |
| 3     | Julia Simon                | +11,1       | 0+0+0+1      |
| 4     | Marte Olsbu Røiseland      | +40,1       | 0+0+0+1      |
| 5     | Caroline Colombo           | +40,1       | 1+0+1+0      |
| 6     | Hanna Öberg                | +47,5       | 1+0+0+1      |
| 7     | Vanessa Voigt              | +48,4       | 0+0+0+0      |
| 8     | Emma Lunder                | +1:02,5     | 0+0+0+1      |
| 9     | Ingrid Landmark Tandrevold | +1:13,7     | 1+0+1+1      |
| 10    | Chloé Chevalier            | +1:14,3     | 0+2+0+0      |
| 0     |                            |             |              |
| 14    | Hanna Kebinger             | +1:29,1     | 1+1+0+1      |
| 17    | Anna Weidel                | +1:41,3     | 1+0+0+0      |
| 18    | Lisa Vittozzi              | +1:49,0     | 2+1+0+1      |
| 19    | Aita Gasparin              | +1:49,7     | 0+0+1+0      |
| 20    | Lena Häcki-Groß            | +2:14,7     | 1+0+1+1      |
| 22    | Hannah Auchentaller        | +2:17,9     | 0+1+1+1      |
| 23    | Denise Herrmann-Wick       | +2:50,6     | 0+4+1+0      |
| 25    | Elisa Gasparin             | +3:02,9     | 1+1+0+0      |

Gemeldet und am Start: 30
Nach dem Einzel entschied Dorothea Wierer auch den Massenstart für sich, Grundlage dafür waren vier fehlerfreie Schießeinlagen. Das Ergebnis fiel erst beim letzten Schießen, wo Wierer und Lou Jeanmonnot fehlerfrei blieben und Julia Simon den letzten Schuss danebensetzte, für Jeanmonnot war es nach dem Einzel von Ruhpolding das zweite Individualpodest ihrer Karriere. Vanessa Voigt traf ebenfalls alle Scheiben und wurde Siebte, Caroline Colombo überzeugte mit der schnellsten Laufzeit des Feldes. Lisa Hauser fehlte aus gesundheitlichen Gründen, die Führung in der Massenstartwertung baute Simon nahezu uneinholbar aus.

#### Männer
Start: Sonntag, 12. März 2023, 16:00 Uhr
| Platz | Sportler                   | Zeit        | Schießfehler |
| ----- | -------------------------- | ----------- | ------------ |
| 1     | Vetle Sjåstad Christiansen | 35:17,0 min | 0+0+0+0      |
| 2     | Johannes Dale              | +9,1        | 0+0+0+1      |
| 3     | Éric Perrot                | +12,3       | 0+1+0+0      |
| 4     | Michal Krčmář              | +16,2       | 0+0+0+1      |
| 5     | Sebastian Stalder          | +17,7       | 1+0+0+0      |
| 6     | Aleksander Fjeld Andersen  | +28,1       | 0+1+0+0      |
| 7     | Simon Eder                 | +33,0       | 0+1+0+0      |
| 8     | Benedikt Doll              | +33,1       | 0+0+1+0      |
| 9     | Andrejs Rastorgujevs       | +40,3       | 0+0+1+1      |
| 10    | Roman Rees                 | +41,4       | 0+0+1+0      |
| 11    | Tommaso Giacomel           | +48,2       | 1+0+1+0      |
| 12    | Johannes Kühn              | +54,3       | 0+0+0+2      |
| 0     |                            |             |              |
| 15    | David Zobel                | +1:13,3     | 1+0+2+0      |
| 17    | Justus Strelow             | +1:39,7     | 0+0+1+2      |
| 22    | Philipp Nawrath            | +1:57,3     | 0+1+1+3      |
| 23    | Niklas Hartweg             | +2:00,5     | 1+1+0+0      |
| 27    | Didier Bionaz              | +2:39,3     | 0+1+0+0      |
| 28    | Patrick Braunhofer         | +2:51,6     | 0+0+0+1      |

Gemeldet und am Start: 30 
 Nicht beendet:  Antonin Guigonnat
Vetle Sjåstad Christiansen setzte das gesamte Starterfeld mit seinen Rundenzeiten von Beginn an unter Druck, traf als einziger Athlet alle Scheiben und siegte souverän, womit er auch das rote Trikot übernahm. Dahinter entbrannte sich auf der Schlussrunde zwischen fünf Startern ein Kampf um zwei Podestplätze, am Ende waren Johannes Dale und Éric Perrot stärker als der Rest; Perrot erzielte erst im Einzel seine beste Platzierung der Karriere, nun folgte sofort der erste Podestplatz. Für Michal Krčmář gab es dahinter das beste Saisonresultat, Sebastian Stalder und Aleksander Fjeld Andersen erzielten ihr bestes Karriereresultat. Fast alle deutschsprachigen Athleten präsentierten sich in dem sehr engen Rennen im Vorder- und Mittelfeld, die einzigen Schweden Ponsiluoma und Nelin hingegen konnten die Wünsche auf ein Podest nicht erfüllen. Auch Sturla Holm Lægreid kam nach zwei Schießfehlern nur auf Rang 13 ins Ziel, Antonin Guigonnat gab das Rennen aufgrund eines Sturzes nach dem zweiten Schießen auf.

## Auswirkungen
| Rang | Name                       | Punkte | Siege | Verän- derung |
| ---- | -------------------------- | ------ | ----- | ------------- |
| 1    | Johannes Thingnes Bø       | 1319   | 13    |               |
| 2    | Sturla Holm Lægreid        | 948    | 1     |               |
| 3    | Vetle Sjåstad Christiansen | 832    | 1     |               |
| 4    | Benedikt Doll              | 658    | 1     |               |
| 5    | Martin Ponsiluoma          | 628    | 1     |               |
| 6    | Johannes Dale              | 605    | 1     |               |
| 7    | Tarjei Bø                  | 598    | 0     |               |
| 8    | Roman Rees                 | 586    | 0     |               |
| 9    | Fabien Claude              | 539    | 0     |               |
| 10   | Tommaso Giacomel           | 515    | 0     |               |

| Rang | Name                       | Punkte | Siege | Verän- derung |
| ---- | -------------------------- | ------ | ----- | ------------- |
| 1    | Julia Simon                | 1003   | 3     |               |
| 2    | Dorothea Wierer            | 859    | 3     |               |
| 3    | Lisa Vittozzi              | 818    | 1     |               |
| 4    | Elvira Öberg               | 764    | 3     |               |
| 5    | Denise Herrmann-Wick       | 744    | 2     |               |
| 6    | Ingrid Landmark Tandrevold | 695    | 0     |               |
| 7    | Markéta Davidová           | 612    | 0     |               |
| 8    | Anaïs Chevalier-Bouchet    | 578    | 0     |               |
| 9    | Lisa Hauser                | 574    | 2     |               |
| 10   | Hanna Öberg                | 545    | 1     |               |

### Auf die Einzelwertung
Da der bisher führende Johannes Thingnes Bø den Wettkampf ausließ, sicherte sich Vetle Sjåstad Christiansen die kleine Kristallkugel mit zwanzig Punkten Vorsprung auf Benedikt Doll, auf Rang drei rangiert der Gewinner des Bewerbs von Kontiolahti, Martin Ponsiluoma. Mit Roman Rees, Tommaso Giacomel und Niklas Hartweg schaffen es drei weitere deutschsprachige Athleten in die Top 10; David Zobel, Philipp Nawrath, Sebastian Stalder, Simon Eder und Johannes Kühn finden sich unter den besten 20 wieder.
Bei den Frauen verlief die Entscheidung wesentlich klarer, durch ihren zweiten Platz siegte Lisa Vittozzi in der Disziplinenwertung mit 225 Punkten und ließ Julia Simon und Hanna Öberg um über 70 Punkte hinter sich. Dorothea Wierer, Denise Herrmann-Wick und Vanessa Voigt landen unter den besten Zehn, die beste Schweizerin mit Amy Baserga findet sich auf Rang 18 wieder, Lisa Hauser als beste Österreicherin drei Positionen dahinter.

### Auf die Staffelwertung
Bei den Männern war die Entscheidung um die kleine Kristallkugel schon vor dem Rennen gefallen, mit vier Saisonsiegen und 360 Punkten distanzierte Norwegen Deutschland, Frankreich und Schweden auf die folgenden Plätze. Österreich und Italien schoben sich noch an Finnland vorbei und belegten die Ränge 5 und 6, die Schweiz und Belgien fanden sich auf den Positionen 11 und 22 wieder.
Deutlich knapper verlief die Entscheidung um die Gesamtwertung bei den Frauen, wo sich die Französinnen mit ihrem zweiten Platz noch an Schweden vorbeischoben. Auch Norwegen ließ sein Nachbarland mit vier Punkten Abstand hinter sich, hinter den Schwedinnen folgte Deutschland mit weiterhin einem Punkt Rückstand. Italien, die Schweiz und Österreich fanden sich auf den Plätzen fünf, sechs und acht wieder, dazwischen schoben sich lediglich die Tschechen.

## Debütanten
Folgende Athleten nahmen zum ersten Mal an einem Biathlon-Weltcup teil. Dabei kann es sich sowohl um Individualrennen, als auch um Staffelrennen handeln.
| Männer           | Frauen          |
| ---------------- | --------------- |
| ( Marek Mackels) | Ella Halvarsson |
| Marten Aolaid    |                 |
| Jüri Uha         |                 |
| Vebjørn Sørum    |                 |
| Viktor Brandt    |                 |

Mackels nahm bereits an den Weltmeisterschaften teil und ist deshalb hier in Klammern geführt.